# Emmanuel Acheampong
Emmanuel Acheampong (* 19. Februar 2002) ist ein österreichischer Fußballspieler ghanaischer Abstammung.

## Karriere
Acheampong begann seine Vereinskarriere als Zehnjähriger beim ASKÖ Ebelsberg Linz. Zur Saison 2016/17 kam er in die AKA Linz. Im März 2018 wechselte er zu den sechstklassigen Amateuren des FC Blau-Weiß Linz. Für diese kam er bis zum Ende der Saison 2017/18 zweimal in der Bezirksliga zum Einsatz. In der Saison 2018/19 kam er zu drei Einsätzen in der sechsthöchsten Spielklasse. Zu Saisonende stieg er mit der Mannschaft in die Landesliga auf. In dieser kam er in der Saison 2019/20 bis zum COVID-bedingten Saisonabbruch einmal zum Einsatz. In der ebenfalls abgebrochenen Spielzeit 2020/21 kam er zu neun Landesligaeinsätzen.
Im September 2021 debütierte Acheampong bei seinem Kaderdebüt für die Profis in der 2. Liga, als er am siebten Spieltag der Saison 2021/22 gegen den Grazer AK in der 78. Minute für Julian Gölles eingewechselt wurde. Bis Saisonende kam er viermal für die Profis zum Einsatz. Zur Saison 2022/23 wechselte er zum viertklassigen SV Wallern.